# Course de tandem

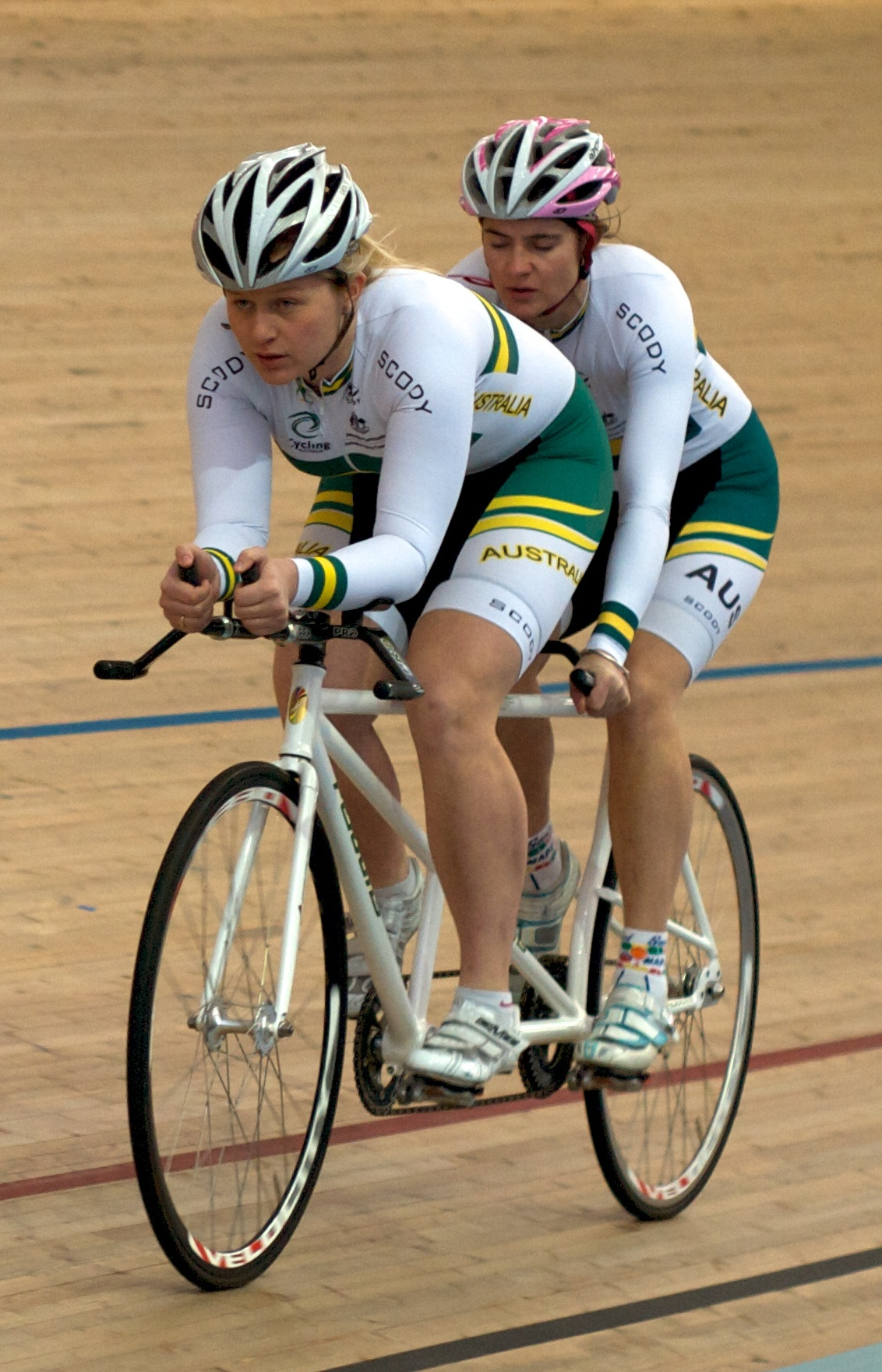
Stephanie Morton et Felicity Johnson en tandem sur piste.

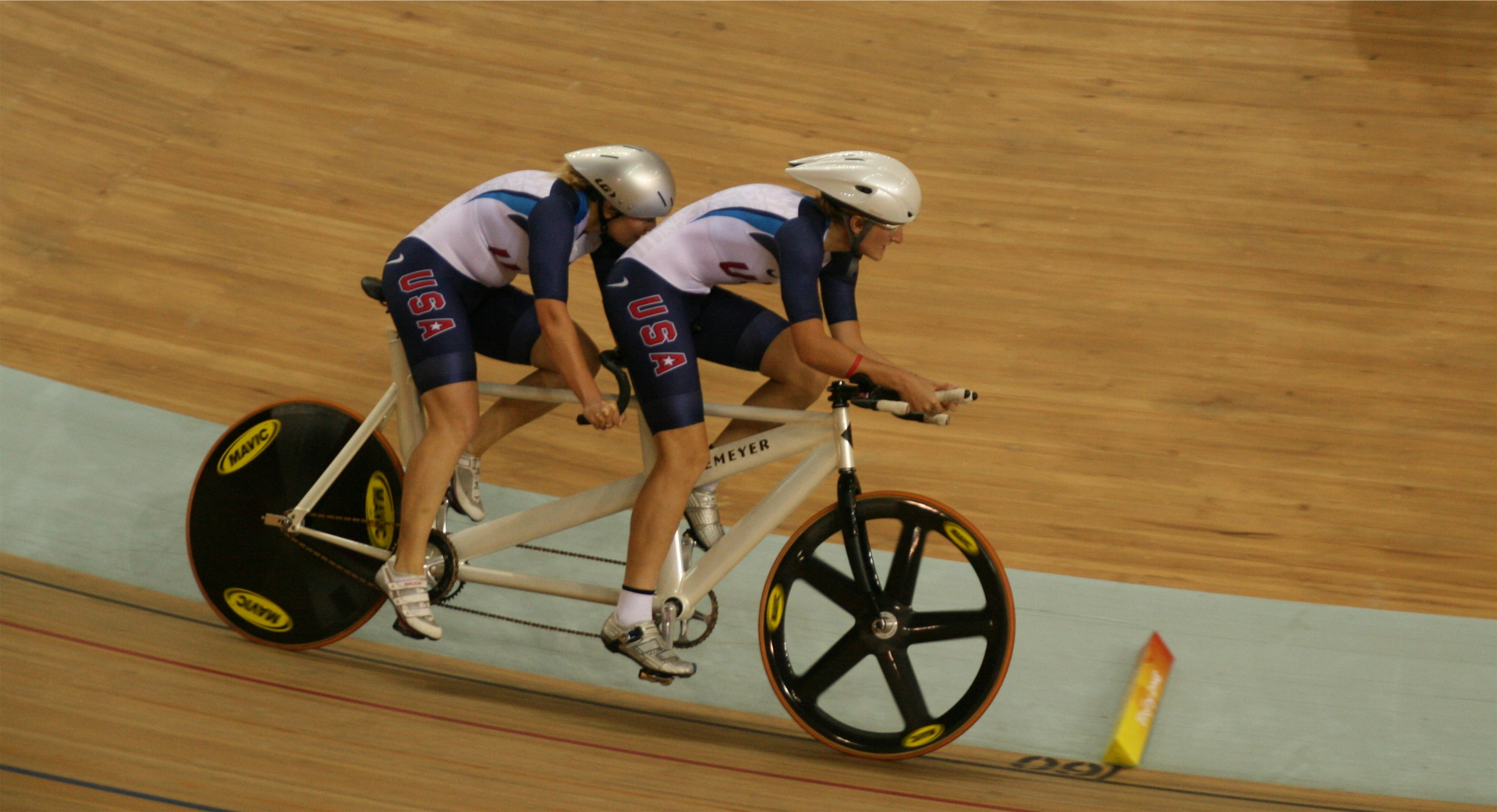
Tandem féminin aux Jeux paralympiques d'été de 2008.

La course de tandem est une épreuve de cyclisme sur piste qui oppose des équipes de deux coureurs sur des tandems.

## Historique
Les règles sont les mêmes que pour les compétitions de vitesse mais compte tenu des vitesses élevées qui peuvent être atteintes cette épreuve est dangereuse pour les compétiteurs en cas de chute.
L'épreuve est inscrite au programme olympique en 1908 et de 1920 à 1972.
Cette compétition très spectaculaire comporte néanmoins des risques élevés pour les cyclistes qui prennent part à d'autres épreuves individuelles. Pour cette raison, elle est supprimée du programme des championnats du monde en 1994, alors qu'elle était courue tous les ans depuis 1966 à l'exception de 1972.
Les courses de tandem sont depuis très peu répandues. La discipline permet néanmoins aux athlètes non-voyants de pratiquer le cyclisme de vitesse en compétition.

## Organisation
L'épreuve de qualification se court sur une distance d’un tour de piste avec départ lancé.
L'épreuve se déroule sur la distance suivante :
- piste de moins de 333,33 mètres : 6 tours ;
- piste de 333,33 mètres : 5 tours ;
- piste de plus de 333,33 mètres : 4 tours ;
- piste de plus de 450 mètres : 3 tours.

## Championnats du monde
Les sprinteurs tchécoslovaques ont remporté le championnat du monde de la spécialité à neuf reprises contre sept pour les Français. À titre individuel, quatre coureurs se sont adjugés quatre titres, dont le duo français Fabrice Colas et Frédéric Magné.